# コシグイーナ山
コシグイーナ山（コシグイーナさん、スペイン語: Volcán Cosigüina）は、ニカラグアの西部に位置する成層火山である。山はフォンセカ湾へ延びる大きな半島を形成する。山頂は大きなカルデラで切り取られていて、直径2 x 2.4 km、深さ500 mあり、その中に実体のある火口湖（コシグイーナ湖）がある。中央火口丘は外輪山を形作る早期にできたカルデラ内で成長してきた。早期のカルデラの周縁は他の若い火口丘によって埋もれているが、北側では現在でも露出している。

## 火山活動
火山の最後の噴火は1859年に起きたが、最も有名な噴火は1835年1月20日に発生した。それはニカラグアで最大の歴史的噴火であった。1835年の噴火で発生した火山灰は、メキシコ、コスタリカ、ジャマイカで発見されている。
火山は1859年以来静穏であったが地質学的時間の面でみれば瞬刻である。2002年にはコシグイーナ山の近くで群発地震が測定された。火山は北西から南東へ連なる最近活発な中央アメリカの火山群のラインからやや隔離されているが、この地域での地殻変動の力がまだ活発であることを示している。火山の熱水活動の唯一の指標は、山の東麓に沿ってある温泉とコシグイーナ湖の断続的に観測されている気泡である。火山の側面を覆うかなり均一な植生は、標高872 mの火口丘の“ホットスポット”、または、ガスの排出量の一般的な不足に起因することを証明する。